# 金子みすゞ (小惑星)
金子みすゞ（かねこみすず、100309 Misuzukaneko）は小惑星帯の小惑星。愛媛県久万高原町の久万高原天体観測館で中村彰正が発見した。
大正時代末期から昭和時代初期にかけて活躍した童謡詩人金子みすゞから命名された。